# موزاچه
موزاچه (به صربی: Muzaće) یک منطقهٔ مسکونی در صربستان است که در بلاتسه واقع شده‌است. موزاچه ۱۵۲ نفر جمعیت دارد.